# 一酸化ポロニウム
一酸化ポロニウム(Polonium monoxide)は、化学式PoOで表される化合物である。ポロニウムの3種類の酸化物のうちの1つで、他の2つは二酸化ポロニウム(PoO2)と三酸化ポロニウム(PoO3)である。カルコゲン間化合物である。

## 見た目と生成
一酸化ポロニウムは黒色の固体である。亜硫酸ポロニウムや亜セレン酸ポロニウムの放射線分解によって生成する。

## 化学的性質
水か空気に触れると、一酸化ポロニウムやその水酸化ポロニウムは、急速に酸化してPo(IV)になる。